# «Вікторія» (Жижков) у Кубку Мітропи
Нижче наведений список усіх матчів футбольного клубу «Вікторія» (Жижков) в Кубку Мітропи, місця проведення цих матчів, а також автори голів, склади команди. Також містить статистичні дані гравців і тренерів клубу в матчах турніру.
Кубок Мітропи вперше був проведений у 1927 році для провідних клубів Центральної Європи. «Вікторія» брала участь в 1928 році у ролі чемпіона Чехословаччини, діставшись півфіналу. 

## Статистика виступів
| Сезони | Матчі | Перемоги | Нічиї | Поразки | Різниця м'ячів |
| ------ | ----- | -------- | ----- | ------- | -------------- |
| 1      | 5     | 2        | 0     | 3       | 15 — 13        |

## Список матчів
Кубок Мітропи 1928
| 1/4 перший матч 26.08.1928 | «Граджянскі» (Загреб)      | 3:2 | «Вікторія» (Жижков)   | Загреб                                                           |  |
| | 24' Першка 54' 57' Циндрич |     | 40' Подразіл 84' Баєр | Стадіон: Граджянські Глядачі: 6 000 Суддя: Ойген Браун (Австрія) |  |
| Граджянскі: Михелчич — Гмайнички, Мантлер — Хитрець, Михалєвич-Пикич, Д.Бабич (к) — Н.Бабич, Гумгалтер, Першка, Циндрич, Гілер, тренер: Пожоньї Вікторія: Бенда — Стейнер, Стеглік — Кьоніг, Кліцпера (к), Матей-Штепан — Подразіл, Срба, Медуна, Громадка, Баєр, тренер: Бребурда |                            |     |                       |                                                                  |  |

| 1/4 другий матч 02.09.1928 | «Вікторія» (Жижков)                                            | 6:1 (8:4 заг.) | «Граджянскі» (Загреб) | Прага                                                             |  |
| | 26' 59' Подразіл 29' Дворжачек 55' Стейнер 57' Медуна 83' Срба |                | 80' Циндрич           | Стадіон: На Оградє Глядачі: 18 000 Суддя: Еміль Гьобель (Австрія) |  |
| Вікторія: Бенда — Стейнер, Стеглік — Кьоніг, Кліцпера (к), Матей-Штепан — Подразіл, Срба, Медуна, Дворжачек, Баєр, тренер: Бребурда Граджянскі: Михелчич — Гмайнички, Мантлер — Хитрець, Михалєвич-Пикич, Д.Бабич (к) — Н.Бабич, Гумгалтер, Першка, Циндрич, Гілер, тренер: Пожоньї |                                                                |                |                       |                                                                   |  |

| 1/2 перший матч 08.09.1928 | «Вікторія» (Жижков)                     | 4:3 | «Рапід» (Відень)                 | Прага                                                         |  |
| | 9' (пен.) Стейнер 44' 63' 64' Дворжачек |     | 12' 27' 37' Веселик 43' Шрамсайс | Стадіон: Летна Глядачі: 16 000 Суддя: Отто Зандер (Німеччина) |  |
| Вікторія: Бенда — Стейнер, Стеглік — Кьоніг, Кліцпера (к), Матей-Штепан — Подразіл, Срба, Медуна, Дворжачек, Баєр, тренер: Бребурда Рапід: Гріфтнер — Вітшель, Шрамсайс — Фрювірт, Смістик, Мадльмаєр — Кірбес, Луеф, Веселик, Хорват, Весели(к), тренер: Бауер |                                         |     |                                  |                                                               |  |

| 1/2 другий матч 16.09.1928 | «Рапід» (Відень)                 | 3:2 (6:6 заг.) | «Вікторія» (Жижков)        | Відень                                                               |  |
| | 1' Весели 15' Веселик 47' Хорват |                | 25' Дворжачек 64' Подразіл | Стадіон: Рапід-Плац Глядачі: 26000 Суддя: Альфред Бірлем (Німеччина) |  |
| Рапід: Гріфтнер — Вітшель, Шрамсайс — Фрювірт, Смістик, Мадльмаєр — Кірбес, Луеф, Веселик, Хорват, Весели(к), тренер: Бауер Вікторія: Бенда — Стейнер, Стеглік — Кьоніг, Кліцпера (к), Матей-Штепан — Подразіл, Новак, Медуна, Дворжачек, Баєр, тренер: Бребурда |                                  |                |                            |                                                                      |  |

| 1/2 перегравання 23.09.1928 | «Рапід» (Відень)                 | 3:1 | «Вікторія» (Жижков) | Відень                                                        |  |
| | 8' 14' (пен.) Хорват 32' Веселик |     | 25' Новак           | Стадіон: Рапід-Плац Глядачі: 15000 Суддя: Карло Дані (Італія) |  |
| Рапід: Гріфтнер — Вітшель, Шрамсайс — Фрювірт, Смістик, Мадльмаєр — Кірбес, Луеф, Веселик, Хорват, Весели(к), тренер: Бауер Вікторія: Бенда — Стейнер, Стеглік — Кьоніг, Клічпера (к), Матей-Штепан — Подразіл, Новак, Медуна, Дворжачек, Баєр, тренер: Бребурда |                                  |     |                     |                                                               |  |

## Гравці
Всі футболісти, що грали в складі «Вікторії» в Кубку Мітропи в 1928 році.
| 1-9 | Вацлав Баєр       | Нападник   | 1928 | 5 | 1 | 5  | 1 |
| 1-9 | Вацлав Бенда      | Воротар    | 1928 | 5 | 0 | 5  | 0 |
| 1-9 | Антонін Кліцпера  | Півахисник | 1928 | 5 | 0 | 5  | 0 |
| 1-9 | Вілем Кьоніг      | Півахисник | 1928 | 5 | 0 | 7  | 0 |
| 1-9 | Карел Медуна      | Нападник   | 1928 | 5 | 1 | 5  | 1 |
| 1-9 | Карел Подразіл    | Нападник   | 1928 | 5 | 4 | 17 | 7 |
| 1-9 | Штепан Матей      | Півахисник | 1928 | 5 | 0 | 5  | 0 |
| 1-9 | Франтішек Стеглік | Захисник   | 1928 | 5 | 0 | 5  | 0 |
| 1-9 | Карел Стейнер     | Захисник   | 1928 | 5 | 2 | 9  | 2 |
| 10  | Ян Дворжачек      | Нападник   | 1928 | 4 | 5 | 4  | 5 |
| 11  | Ярослав Срба      | Нападник   | 1928 | 3 | 1 | 3  | 1 |
| 12  | Отто Новак        | Нападник   | 1928 | 2 | 1 | 2  | 1 |
| 13  | Карел Громадка    | Нападник   | 1928 | 1 | 0 | 4  | 1 |

## Бомбардири
Всі футболісти, що забивали в складі «Вікторії» в Кубку Мітропи.
| №    | Ім'я           | Позиція  | Рік  | В складі «Вікторія» |   |
| Голи | Матчі          |          |      |                     |   |
| ---- | -------------- | -------- | ---- | ------------------- | - |
| 1    | Ян Дворжачек   | Нападник | 1928 | 5                   | 4 |
| 2    | Карел Подразіл | Нападник | 1928 | 4                   | 5 |
| 3    | Карел Стейнер  | Захисник | 1928 | 2                   | 5 |
| 4-7  | Вацлав Баєр    | Нападник | 1928 | 1                   | 5 |
| 4-7  | Карел Медуна   | Нападник | 1928 | 1                   | 5 |
| 4-7  | Отто Новак     | Нападник | 1928 | 1                   | 2 |
| 4-7  | Ярослав Срба   | Нападник | 1928 | 1                   | 3 |

## Інша статистика
| № | Ім'я             | Роки | Кількість матчів |
| - | ---------------- | ---- | ---------------- |
| 1 | Антонін Бребурда | 1928 | 5                |

| № | Ім'я             | Роки | Кількість матчів |
| - | ---------------- | ---- | ---------------- |
| 1 | Антонін Кліцпера | 1928 | 5                |

| № | Дата       | Матч                       | Глядачі |
| - | ---------- | -------------------------- | ------- |
| 1 | 16.09.1928 | «Рапід» — «Вікторія» — 3:2 | 26 000  |